# SNCF
La SNCF, sigles en francès de Société Nationale des Chemins de Fer Français (en català, 'Societat Nacional dels Ferrocarrils Francesos'), és una empresa estatal francesa que s'encarrega de l'explotació dels ferrocarrils en aquest país sota un règim de monopoli en la pràctica. Forma part, al costat d'altres 49 filials, del que es denomina «Grup SNCF».
La forma jurídica de la SNCF és la d'una empresa pública de caràcter industrial i comercial (EPIC), que al seu torn té participacions majoritàries o totals en diverses empreses privades agrupades en el Grup SNCF. L'empresa dona feina a prop de 160.000 persones i va facturar 17.800 milions d'euros el 2009. Exerceix una doble activitat:
- La d'operador ferroviari, encarregat de l'explotació comercial dels serveis de passatgers i mercaderies.

- El manteniment i gestió de la xarxa de ferrocarril francesa de RFF.

La SNCF explota al voltant de 32.000 quilòmetres de línies, 1.850 km de línia d'alta velocitat. Posa en circulació una mitjana de 14.000 trens diaris i transporta 1.000 milions de passatgers l'any. Pel seu volum d'activitat és la segona empresa ferroviària de la Unió Europea després de la Deutsche Bahn.

## Història

### Creació de la SNCF
La SNCF va ser constituïda pel govern francès l'any 1938. La seva capital es va repartir entre l'Estat Francès, que es va quedar amb un 51%, i les companyies ferroviàries privades que es fusionaven, que van tenir un 49%. En aquella època es tractava de satisfer un pla de serveis públics bàsics a través de subvencions estatals. La SNCF podia explotar lliurement els serveis que no apareixien marcats en aquest pla, per la qual cosa en aquests casos eren només línies rendibles econòmicament.

### La requisa alemanya
A partir de 1940 i després de l'armistici signat pel govern de Philippe Pétain amb els nazis, els alemanys requisen la SNCF i la utilitzaran fonamentalment per a traslladar tropes per França, així com la deportació de jueus lliurats pel general Petain a les autoritats alemanyes, per al seu posterior enviament a camps de concentració i extermini alemanys. Malgrat aquest control nazi de l'empresa, els ferroviaris francesos van ser un important nucli en la resistència francesa a l'ocupació, i van fundar l'anomenada Resistance Fer, que seria l'oposició més frontal i dura a la qual es van enfrontar les tropes alemanyes, la qual ja no van poder vèncer, a causa dels seus espectaculars i planificats sabotatges de la xarxa ferroviària, així com la filtració als aliats dels moviments dels alemanys. Els ferroviaris van ser reconeguts per la seva resistència al règim nazi, fet que va valer diversos homenatges, d'entre els quals destacaria el nom de la locomotora CC6530, batejada amb el nom Resistance Fer.

### La postguerra
La guerra va acabar el 1945, i la SNCF es va trobar amb una xarxa totalment devastada, un material antiquat, sota mínims, i amb necessitats urgents de renovació i manteniment. Per aquest motiu la SNCF va seguir sota la tutela de l'estat, amb el que a poc a poc va aconseguir recuperar el que havia perdut, en part gràcies a la llei de transports terrestres, que atorga prioritat al transport de viatgers a la SNCF, devent els transports de viatgers per carretera ser complementaris als del ferrocarril, el que impedia una competència directa amb ells.

### El camí a l'alta velocitat
El moment culminant d'aquesta sortida va ser el 20 i 21 març de 1955, a la línia de les Landes, quan la CC7107 i la BB9004 arriben als 331 km/h entre Dax i Ychoux, rècord mundial de velocitat per locomotores elèctriques que conservarien fins al 2 de setembre de 2006, quan la Taurus 1216.150 de Siemens AG va arribar als 357 km/h en el trajecte Ingolstadt-Almanstein. Un any més tard, l'arribada de Louis Armand a la presidència de la SNCF revifa els projectes d'electrificació en 25 Kv en corrent altern i els projectes de l'Alta Velocitat. El 24 de març de 1972 sortia de la factoria de Alstom a Belfort el TGV 001, el primer prototip del tren d'alta velocitat, equipat de dues turbines de gas, que arribaria als 318 km/h, a la línia de les Landes, el 8 de desembre de 1983. Però la crisi del petroli de 1973 frena el projecte de la turbina de gas, fet que obliga Jean Marie Metzler, creador del TGV, a investigar la migració del TGV a electricitat, fet que li va valer que el tractessin de boig.
Però la SNCF no va deixar mai la idea del TGV, i el 1980 sortirien les dues primeres branques pre-serie del TGV PSE, que efectuaria proves de velocitat en la línia d'Alsàcia. El 26 de febrer de 1981, la branca TGV PSE 16 aconsegueix els 381 km/h a la línia d'Alta Velocitat París-Lió que seria inaugurada el 21 de setembre d'aquest mateix any. Durant aquest període, el govern francès, per evitar una gran càrrega econòmica, reactiva el conveni de 1938, i així es queda amb el 51% de l'empresa i cedeix la resta als antics concessionaris.

### L'època actual
La SNCF torna a ser pública l'1 de gener de 1982, i el govern francès la converteix en una EPIC (Empresa Pública amb Caràcter Industrial i Comercial), amb un model d'explotació diferent. Els trens regionals i d'interès públic segueixen les pautes marcades pels governs regionals, que inverteixen de mitjana un terç del seu presupesto en el ferrocarril, mentre que en els trajectes de llarga distància no rep cap subvenció. La branca TGV Atlantique 325 arriba, el 18 de maig de 1990, als 515,3 km/h, el que li proporcionava el rècord absolut de velocitat sobre rails, i el 3 d'abril de 2007 va superar el seu propi registre en arribar als 574,8 km/h a la línia París-Estrasburg. La dècada dels 90 marca per a la SNCF la separació en dues empreses: SNCF i RFF. Aquesta última es queda amb la titularitat de les infraestructures, però els equips de manteniment i gestió segueixen a la SNCF, a la qual RFF subcontracta per mantenir la xarxa francesa. RFF es va fer càrrec a més del deute històric de la SNCF.
El 2005 la SNCF canvia de logotip i d'eslògan, passant aquest a ser Donner au train des idées d'avance. Al juliol de 2006 Anne Marie Idrac succeeix a Louis Gallois a la presidència. Aquest càrrec l'ocuparà fins a febrer de 2008, durant vint mesos, quan Guillaume Pepy és nomenat president.
A principis del 2018 Élisabeth Borne, llavors ministra de Transport del Segon govern d'Édouard Philippe, va liderar una reforma de la SNCF consistent en l'obertura a la competència del transport ferroviari, la transformació de l'empresa i l'adquisició progressiva per part de l'Estat de 35.000 milions d'euros del deute de l'empresa pública.